# Resultados do Carnaval do Rio de Janeiro em 1934
Nesta página estão listados os resultados dos concursos de escolas de samba, ranchos carnavalescos e sociedades carnavalescas do carnaval do Rio de Janeiro do ano de 1934.
Foram realizados dois desfiles de escolas de samba. O primeiro foi organizado pelo Jornal O País e realizado em 20 de janeiro de 1934, no Campo de Santana. A Estação Primeira de Mangueira venceu, conquistando o tricampeonato do carnaval carioca. A escola apresentou-se com o enredo "República da Orgia", idealizado e executado por Valdemar Nascimento, Sait-Clair Soares, Júlio Dias Moreira e Arlindo Maximiliano dos Santos. O desfile, em forma de sátira, retratou uma república cujo poder máximo era confiado ao presidente Samba. Algumas fontes registram o enredo como "Divina Dama", nome do samba de Cartola, entoado no desfile. A Vai Como Pode ficou com o vice-campeonato, enquanto a Deixa Malhar se classificou em terceiro lugar.
O segundo desfile foi organizado pelo Jornal A Hora e realizado em 4 de fevereiro de 1934, no Estádio Brasil. O Recreio de Ramos foi campeão, conquistando seu único título no carnaval. Unidos da Tijuca ficou com o vice-campeonato e Vai Como Pode recebeu um prêmio especial. Recreio das Flores foi o campeão dos ranchos. Clube dos Fenianos conquistou o título do concurso das grandes sociedades.

## Escolas de samba
Em 1934 ainda não havia um desfile oficial de escolas de samba. Diversas fontes registram dois desfiles organizados por jornais cariocas (O País e A Hora). Um outro desfile teria sido realizado no domingo de carnaval, na Praça Onze, sendo vencido pela escola Vizinha Faladeira. Mas esse desfile não tem fontes que comprovem sua realização e a própria escola não conta a conquista como um título de campeã.

### Desfile organizado pelo Jornal O País
O desfile organizado pelo Jornal O País foi realizado no sábado, dia 20 de janeiro de 1934, no Campo de Santana. O evento, em homenagem ao prefeito Pedro Ernesto, teve também desfiles de clubes carnavalescos, ranchos, blocos e do Cordão da Bola Preta; além de baile infantil e luta de boxe. A arrecadação com os ingressos vendidos foi distribuída da seguinte forma: 35% para as grandes sociedades; 30% para os ranchos carnavalescos; 25% para os blocos; 7% para as escolas de samba; e 3% para o Andaraí Clube Carnavalesco.
| Ordem dos desfiles |
| 1. Vai Como Pode (Portela) 2. Depois Te Explico 3. Cada Ano Sai Melhor 4. Deixa Malhar 5. De Mim Ninguém Se Lembra 6. Paraíso da Floresta 7. Azul e Branco do Salgueiro 8. Última Hora 9. Unidos da Saúde 10. União do Sapê 11. Para o Ano Sai Melhor 12. Prazer da Serrinha 13. Lira do Amor 14. Estação Primeira de Mangueira 15. Paraíso do Grotão 16. Fale Quem Quizer |

#### Quesitos e julgadores
A comissão julgadora foi formada por: Antônio Veloso (Jornal O País); Jota Efegê (Jornal Diário Carioca); Floriano Costa (Jornal A Sentinela); Francisco Neto (do Jornal A Pátria); e Venerando da Graça (Jornal O Radical).

#### Classificação
Os julgadores escolheram apenas as três primeiras colocadas. A Estação Primeira de Mangueira conquistou o tricampeonato do carnaval carioca. O júri elogiou o samba e classificou a harmonia da escola como excelente. O desfile, em forma de sátira, retratou uma república cujo poder máximo era confiado ao presidente Samba. Algumas fontes registram o enredo como "Divina Dama", nome do samba de Cartola, entoado no desfile. A Vai Como Pode (futura Portela) ficou com o vice-campeonato. A escola se apresentou com o samba "Mossoró", de Zé Chacrinha, sobre o cavalo Mossoró, campeão do Grande Prêmio Brasil de Turfe do ano anterior. A Deixa Malhar se classificou em terceiro lugar. O júri elogiou o garbo, o entusiasmo e a evolução do conjunto da escola. Como condecoração, a campeã Mangueira recebeu um busto do Barão de Rio Branco. A vice-campeã, Vai Como Pode, recebeu uma taça de bronze.
| Legenda: Campeã * Sem informação disponível |

| Col. | Escola                        | Enredo                            | Carnavalesco(a)                                                                             |
| --- | ----------------------------- | --------------------------------- | ------------------------------------------------------------------------------------------- |
| 1 | Estação Primeira de Mangueira | República da Orgia ou Divina Dama | Valdemar Nascimento, Sait-Clair Soares, Júlio Dias Moreira e Arlindo Maximiliano dos Santos |
| 2 | Vai Como Pode (Portela)       | Academia do Samba                 | Antônio Caetano                                                                             |
| 3 | Deixa Malhar                  | *                                 | *                                                                                           |
| Sem classificação |                               |                                   |                                                                                             |
| Azul e Branco do Salgueiro; Cada Ano Sai Melhor; De Mim Ninguém Se Lembra; Depois Te Explico; Fale Quem Quiser; Lira do Amor; Para o Ano Sai Melhor; Paraíso da Floresta; Paraíso do Grotão; Prazer da Serrinha; Última Hora; União do Sapê; Unidos da Saúde |                               |                                   |                                                                                             |

### Desfile organizado pelo Jornal A Hora
O desfile organizado pelo Jornal A Hora foi realizado no domingo, dia 4 de fevereiro de 1934, no Estádio Brasil. Os vencedores foram escolhidos através do voto popular. A Mangueira se recusou a participar do desfile por ter vencido o anterior, realizado em 20 de janeiro.

#### Classificação
O Recreio de Ramos foi campeão, conquistando seu único título no carnaval. Durante o evento, Vilma Campos, representante da escola, foi coroada como Rainha das Escolas de Samba. Unidos da Tijuca ficou com o vice-campeonato. Vai Como Pode recebeu um prêmio especial pelo "brilhantismo com que se apresentou", segundo os jurados.
| Legenda: Campeã * Sem informação disponível |

| Col. | Escola                     | Enredo              |
| --- | -------------------------- | ------------------- |
| 1 | Recreio de Ramos           | *                   |
| 2 | Unidos da Tijuca           | *                   |
| 3 | Unidos da Saúde            | *                   |
| 4 | Vizinha Faladeira          | Malandro Regenerado |
| 5 | Para o Ano Sai Melhor      | *                   |
| 6 | Azul e Branco do Salgueiro | Triunfo do Samba    |
| Sem classificação |                            |                     |
| Cada Ano Sai Melhor; De Mim Ninguém Se Lembra; Deixa Malhar; Depois Eu Digo; Em Cima da Hora do Catumbi; Filhos de Ninguém; Fiquei Firme; Lira do Amor; Paraíso da Floresta; Paraíso do Grotão; Prazer da Serrinha; União Barão da Gamboa; União de Madureira; União do Amor; e Vai Como Pode (Portela) |                            |                     |

## Ranchos carnavalescos
O desfile dos ranchos foi organizado pelo Jornal do Brasil e realizado a partir das 21 horas da segunda-feira, dia 12 de fevereiro de 1934, na Avenida Rio Branco.
| Ordem dos desfiles |
| 1. Caprichosos de Ricardo 2. Parasitas de Ramos 3. Flor da Lira de Bangu 4. Decididos de Marechal Hermes 5. Rápidos da Pompéa 6. Recreio das Flores 7. União de Bonsucesso 8. União das Flores 9. Resistentes de Ramos 10. Teimosos de Santa Cruz 11. Rancho G. A. 12. Caprichosos Unidos do Brasil 13. Caprichosos de Braz de Pina 14. Destemidos da Caverna 15. Clube dos Arrepiados 16. Aliança Club 17. Quem Fala de Nós Tem Paixão |

### Julgadores
A comissão julgadora foi formada por Abadie Faria Rosa; José Loureiro; Armando Martins Viana, Armando Magalhães Correia e Sophonias Dornellas.

### Classificação
A apuração do resultado foi realizada na quarta-feira, dia 14 de fevereiro de 1934, na sede do Jornal do Brasil. Recreio das Flores foi o campeão.
| Col. | Rancho                       | Enredo                                                         | Premiação |
| ---- | ---------------------------- | -------------------------------------------------------------- | --------- |
| 1    | Recreio das Flores           | Entre Outras Mil... És Tú Brasil!                              | 5:000$000 |
| 2    | União das Flores             | Um Triunfo Romano                                              | 3:000$000 |
| 3    | Quem Fala de Nós Tem Paixão  | No País das Pedras Verdes                                      | 2:000$000 |
| 4    | Decididos de Marechal Hermes | O Reino das Margaridas Vermelhas                               | -         |
| 5    | Clube dos Arrepiados         | O Brasil Redimido Sob a Fé, Esperança e Caridade               | -         |
| 6    | Caprichosos de Ricardo       | Fausto e a Derrocada de Macbeth                                | -         |
| 7    | Parasitas de Ramos           | A Cortezã de Sagunto                                           | -         |
| 8    | Aliança Club                 | Passo da Patria                                                | -         |
| 9    | Rápidos da Pompéa            | Poemas de Sonho                                                | -         |
| 10   | Resistentes de Ramos         | O Que É Hoje o Nosso Querido Brasil                            | -         |
| 11   | União de Bonsucesso          | A Canção do Firmamento                                         | -         |
| 12   | Caprichosos Unidos do Brasil | O Sistema Planetário Visto pelo Observatório do Rio de Janeiro | -         |
| 13   | Flor da Lira de Bangu        | Lei Áurea                                                      | -         |
| 14   | Caprichosos de Braz de Pina  | O Marido da Guerreira                                          | -         |
| 15   | Teimosos de Santa Cruz       | Culto ao Brasil                                                | -         |
| 16   | Rancho G. A.                 | Sistema Planetário                                             | -         |
| 17   | Destemidos da Caverna        | O Sonho de Um Mendigo                                          | -         |

## Sociedades carnavalescas
O desfile das grandes sociedades foi realizado a partir da noite da terça-feira de carnaval, dia 13 de fevereiro de 1934, na Avenida Rio Branco.
| Ordem dos desfiles                                                                                                   |
| 1. Tenentes do Diabo 2. Pierrôs da Caverna 3. Congresso dos Fenianos 4. Clube dos Democráticos 5. Clube dos Fenianos |

### Quesitos e julgadores
As sociedades foram avaliadas em oito quesitos.
| Quesitos | Quesitos      | Valor         | Julgador 1            | Julgador 2       | Julgador 3  | Julgador 4  | Julgador 5       |
| -------- | ------------- | ------------- | --------------------- | ---------------- | ----------- | ----------- | ---------------- |
|          | Estética      | 0 a 10 pontos | Henrique Vasconcellos | Navarro da Costa | Edison Mota | Cunha Mello | Euclydes Fonseca |
|          | Originalidade | 0 a 10 pontos | Henrique Vasconcellos | Navarro da Costa | Edison Mota | Cunha Mello | Euclydes Fonseca |
|          | Luxo          | 0 a 5 pontos  | Henrique Vasconcellos | Navarro da Costa | Edison Mota | Cunha Mello | Euclydes Fonseca |
|          | Mecânica      | 0 a 3 pontos  | Henrique Vasconcellos | Navarro da Costa | Edison Mota | Cunha Mello | Euclydes Fonseca |
|          | Iluminação    | 0 a 3 pontos  | Henrique Vasconcellos | Navarro da Costa | Edison Mota | Cunha Mello | Euclydes Fonseca |
|          | Guarda-roupa  | 0 a 3 pontos  | Henrique Vasconcellos | Navarro da Costa | Edison Mota | Cunha Mello | Euclydes Fonseca |
|          | Crítica       | 0 a 5 pontos  | Henrique Vasconcellos | Navarro da Costa | Edison Mota | Cunha Mello | Euclydes Fonseca |
|          | Brasilidade   | 0 a 5 pontos  | Henrique Vasconcellos | Navarro da Costa | Edison Mota | Cunha Mello | Euclydes Fonseca |

### Classificação
Clube dos Fenianos foi o campeão.
| Col. | Sociedade              | Pontos |
| ---- | ---------------------- | ------ |
| 1    | Clube dos Fenianos     | 142    |
| 2    | Clube dos Democráticos | 122    |
| 3    | Pierrôs da Caverna     | 112    |
| 4    | Tenentes do Diabo      | 92     |
| 5    | Congresso dos Fenianos | 64     |